# Tasavallan Presidentti
Tasavallan Presidentti (en español: Presidente de la República) fue una banda de rock progresivo formada en 1969, en la capital de Helsinki, Finlandia, es considerado uno de los grupos de culto de su género en Finlandia, posteriormente tuvo solo fama en Europa y no a un nivel mundial, exceptuando sus oyentes de culto. 
Su álbum más conocido es "Lambertland" de 1972, que es considerado por muchos una de las mejores obras maestras de Tasavallan Presidentti.

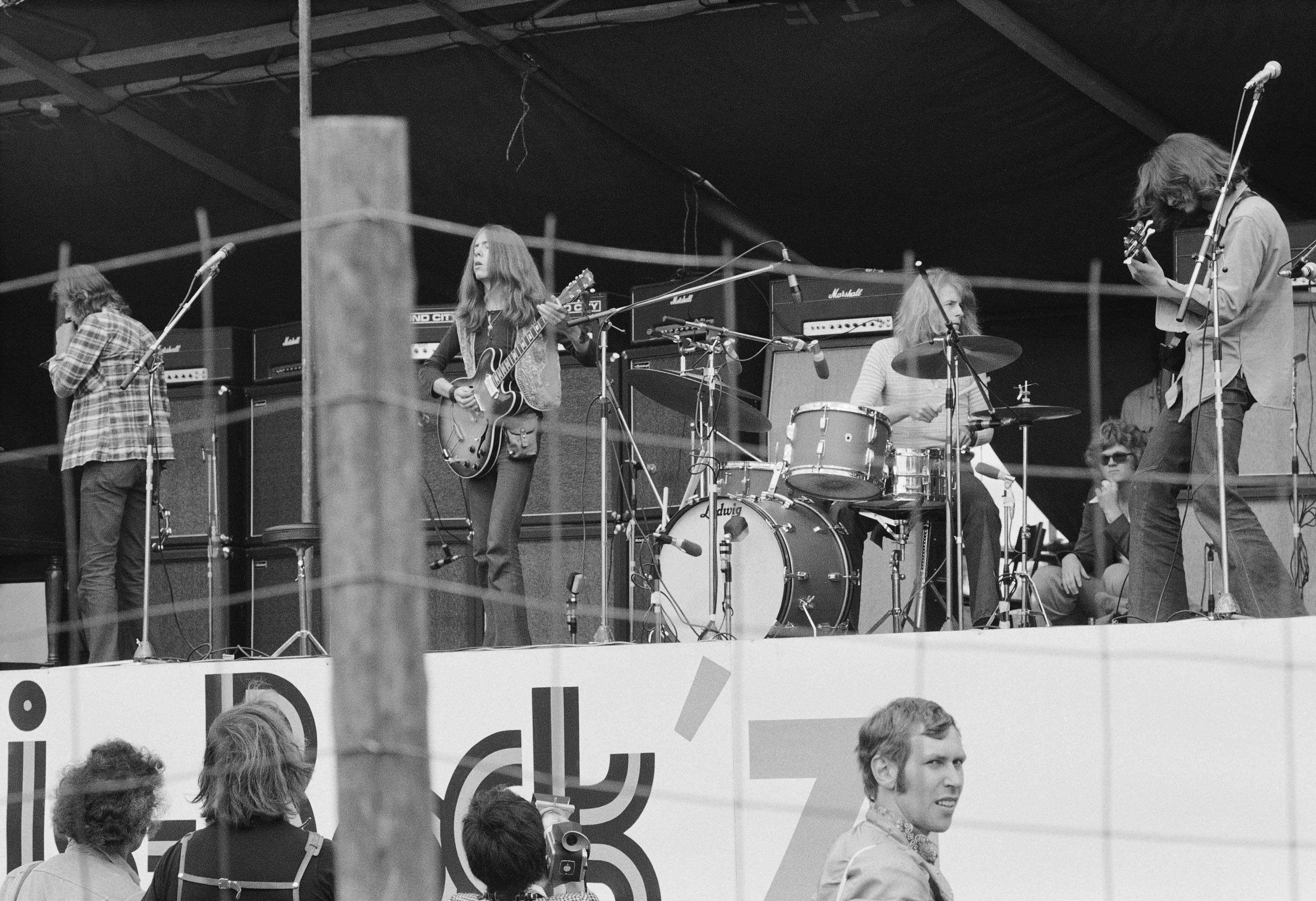
En la edición de 1971 del festival finlandés Ruisrock

## Integrantes

### Exintegrantes
- Jukka Tolonen - guitarra (? - ?)
- Frank Robson - vocal, guitarra (1969 - 1972, 1983)
- Vesa Aaltonen - batería (? - ?)
- Juhani Aaltonen - flauta, saxofón (1969 - 1970, 1983)
- Heikki Virtanen - bajo (1973 - 1974, 2002 - 2007)
- Måns Groundstroem - bajo (1969 - 1972, 1983 - 2002)
- Pekka Pöyry - flauta, saxofón (1970 - 1974)
- Eero Raittinen - vocal de apoyo (1972 - 1974, 1995, 2000)
- Esa Kotilainen - teclados (1974, 1990, 1995)

## Discografía

### Álbumes de estudio
- 1969: "Tasavallan Presidentti"
- 1971; "Tasavallan Presidentti II"
- 1972: "Lambertland"
- 1974: "Milky Way Moses"
- 2006: "Six Complete"

### EP
- 2005: "Tasavallan Presidentti Six"

### Recopilaciones
- 1970: "Pekka Streng with Tasavallan Presidentti: Magneettimiehen kuolema "
- 1990: "Classics"
- 2001: "Still Struggling for Freedom"

### Sencillos
- "Last Quarters"
- "Time Alone with You" / "Obsolete Machine"
- "Solitary" / "Deep Thinker"
- "Sisältäni portin löysin" / "Selvä näkijä"